# Mergey

Mergey este o comună în departamentul Aube din nord-estul Franței. În 1 ianuarie 2022 avea o populație de 663 de locuitori.